# Nouri al-Maliki
Nouri Kamil Mohammed Hassan al-Maliki (tiếng Ả Rập: نوري كامل محمّد حسن المالكي, dịch là Nūrī Kāmil al-Mālikī; sinh 20 tháng 6 năm 1950), cũng được biết là Jawad al-Maliki, là Thủ tướng Iraq và tổng thư ký của Đảng Hồi giáo Daawa. Nouri al-Maliki là Thủ tướng đầu tiên của Iraq kể từ khi nước này có hiến pháp mới. Trước khi trở thành Thủ tướng, Maliki đã có thời gian dài sống lưu vong nhưng vẫn tham gia các cuộc đấu tranh lật đổ Tổng thống Saddam Hussein.
Maliki cầm quyền thủ tướng trong lúc chiến tranh, tình hình bạo động và mâu thuẫn giữa các sắc tộc vẫn còn. Maliki giữ vững mối quan hệ mật thiết với cả Hoa Kỳ lẫn Iran và giải quyết tốt vấn đề các phe phái chính trị trong nước. Nhưng vẫn chưa đủ, vì Iraq cần có sự hòa giải giữa các dân tộc. Chính phủ của Maliki tìm cách giảm bạo động và tránh gây ra bất đồng quan điểm với người Kurd, cả việc khôi phục lại nền kinh tế Iraq.